# 게오르요스 게오르야디스
게오르요스 사바스 게오르야디스 (파나티나이코스 시절 팀동료) 나 요르고스 게오르야디스 (1987년생 축구 선수) 와 다른 인물입니다.
게오르요스 하랄람부스 게오르야디스(그리스어: Γιώργος Χαραλάμπους Γεωργιάδης, 1972년 3월 8일, 카발라 ~)는 전 그리스의 축구 선수이자, 축구 감독이다. 그는 그리스 국가대표팀 경기에 61번 출전했고, 파나티나이코스, 두번 거친 PAOK를 포함해 여러 그리스 클럽을 옮겨다녔다. 그는 1시즌간 잉글랜드 클럽 뉴캐슬 유나이티드에서 활약하기도 했다. 2008년에 은퇴한 후, 그는 그리스 U-21 국가대표팀 감독을 맡다가 PAOK의 임시감독직을 수행했다.

## 선수 경력
그리스의 카발라 출신으로, 게오르야디스의 가족은 독일 바덴뷔르템베르크주 슈투트가르트로 이적했고, 어린 게오르요스는 축구를 하는 방법을 깨우쳤다. 청소년기에 그리스로 돌아와, 그는 아마추어 클럽 케라브노스 크리니데스에 입단했다. 그는 이후 알파 에트니키 클럽 독사 드라마의 눈에 띄어 17세에 이적하였다.
그는 강호 파나티나이코스로 이적해 아테네 연고의 초록 군단 유니폼을 입고 1993-94 시즌부터 1997-98 시즌까지 활약했다. 그는 1995-96 시즌 준결승 진출팀 일원이었다. 그는 유럽대항전에서 보인 성과로 프리미어리그 클럽 뉴캐슬 유나이티드의 £420,000짜리 제의를 받았고, 게오르야디스는 1998-99 시즌에 니코스 다비자스가 있는 세인트 제임스 파크로 둥지를 옮겼다. 그 해에, 4-1로 이긴 에버턴전에서 뉴캐슬에서의 처음이자 마지막 골을 성공시켰다.
게오르야디스는 그리스로 복귀해 1999-2000 시즌부터 PAOK 선수가 되어 2002-03 시즌까지 활약하다 올림피아코스에 입단했다. 게오르야디스는 UEFA 유로 2004를 우승한 그리스 국가대표팀의 일원이었다. 2004-05 시즌 후, 그는 올림피아코스에서 방출되어 이라클리스로 이적했다. 이라클리스에서의 한시즌 반 후, 게오르야디스는 클럽을 떠나 2007년 1월에 PAOK에 자유 이적으로 합류했다. 그는 2007-08 시즌에 PAOK에서 은퇴하였다.
그는 그리스 국가대표로 61경기에 출전해 11골을 득점했다. 그는 파나티나이코스와 올림피아코스 소속으로 리그를 3번 우승했고, 파나티나이코스, 올림피아코스, 그리고 PAOK 소속으로 6번 그리스 컵을 우승했다.

## 감독 경력
5월 5일, 게오르야디스가 친정팀의 스카우트로 취직했음을 발표했다. 게오르요스 게오르야디스는 니코스 니오플리아스가 파나티나이코스 감독으로 지명되자, 그리스 U-21 국가대표팀 신임 감독으로 지명되었다. 2013년 4월, 게오르야디스는 요르고스 도니스를 대신하여 PAOK의 감독 대행을 맡았고, 팀을 수페르리가 플레이오프 1위로 마감하게 했다. 2014년 3월, 휘프 스테번스가 또나자 그는 PAOK의 감독 대행직을 또다시 수행했다.

## 수상

### 클럽
파나티나이코스
- 수페르리가 엘라다: 1994-95, 1995-96
- 그리스 컵: 1993-94, 1994-95, 1995-96
- 그리스 슈퍼컵: 1993, 1994

PAOK
- 그리스 컵: 2000-01, 2002-03

올림피아코스
- 수페르리가 엘라다: 2004-05
- 그리스 컵: 2004-05

### 국가대표팀
그리스
- UEFA 유럽 축구 선수권 대회: 2004

## 개인
- 그리스 올해의 축구 선수: 1995